# Hansjoachim Krietsch
Hansjoachim Krietsch, auch Hans-Joachim oder Hans Joachim Krietsch (* 1936; † Mai 2010) war ein deutscher Schauspieler und Sprecher.

## Leben
Krietsch war seit den 1960er Jahren als Schauspieler aktiv. Seine wohl bekanntesten Rollen waren Pater Johannes in Der kleine Mönch sowie Ludwig Lenz in Lukas, beide an der Seite von Dirk Bach. Ebenfalls bekannt wurde er als Off-Sprecher und Erzähler in Janoschs Traumstunde.
Hansjoachim Krietsch war mit der Schauspielerin Eveline Krietsch-Matzura (1928–2012) verheiratet. Seine Tochter Franziska Grasshoff (1957–99), sein Sohn Oliver Krietsch-Matzura (1969–2016) und seine Enkelin Friederike Grasshoff (* 1985) waren bzw. sind ebenfalls Schauspieler.

## Filmografie
- 1964: Fernfahrer – Die Kontrolle
- 1965: Fluchtversuch
- 1966: Der Mitbürger
- 1966: Wie wär’s, Monsieur?
- 1967: Liebesgeschichten – Sonja Ziemann stellt vor -Der Garten
- 1969: Die Tauben
- 1969: Van Gogh
- 1977: Tatort – Das Mädchen von gegenüber
- 1977: Ein Haus für uns – Jugenderholungsheim – Aus der Familie der Panzerechsen und Die Insel
- 1978: Heinrich Heine
- 1981: Familientag
- 1982: Tatort – Der unsichtbare Gegner
- 1985: Treffpunkt Leipzig
- 1984: Ein Fall für zwei – Immer Ärger mit Ado
- 1985: Ein Fall für zwei – Rotkäppchen
- 1986: Geschichten aus der Heimat (Fernsehserie) Episode: Die schwarze Witwe
- 1986–1990: Janoschs Traumstunde als Erzähler und Off-Stimme
- 1987: Ein Fall für zwei – Zahltag
- 1987: Ein Fall für zwei – Irgendwann...
- 1987: Ein Fall für zwei – Lebenslänglich für einen Toten
- 1990: Ein Fall für zwei – Vaterliebe
- 1990: Der achte Tag
- 1993: Eurocops – Letzte Fahrt
- 1996–2001: Lukas als Opa Ludwig Lenz
- 2000: Tatort – Trittbrettfahrer
- 2001: Die Motorrad-Cops – Hart am Limit – Die Schatten der Vergangenheit
- 2002–2003: Der kleine Mönch als Pater Johannes
- 2005: Die Wache – Wer einmal lügt
- 2008: Mord mit Aussicht – Tödliche Nachbarschaft

## Synchronsprecher
- 1957: Otto Lackovič … als Tonik in Der Weg zu Dir

## Theater
- 1957: Alfred de Musset: Man soll nichts verschwören – Regie: Ottofritz Gaillard (Staatsschauspiel Dresden)

## Hörspiele
- 1992: Werner Schmitz: Schön war die Zeit – Regie: Hein Bruchl (Kriminalhörspiel – WDR)